# 長壽神話
长寿神话是一些有關超級长寿者（如超级百岁老人）的聲稱，但沒有任何科学证据支持，也沒有正當理由支持的说法。虽然这些神话的字面解释似乎表明寿命非常长，但往往只是宗教或神話，沒有確切的證據證明，也沒有任何合理的理由令人相信是真實的。许多学者相信有不少長壽的这样的数字，可能是各种语言对数字系统的错误翻译，以及是某些数字的文化和象征意义。
“长寿传统”（英語：Longevity tradition）一词，可能被认为可以赋予人类更长的寿命的仪式、净化、实践、冥想和炼金术等，在中国文化中是很常見。
在1960年代到1980年代的《吉尼斯世界纪录》指出，沒有一個主題比人類壽命的極限，更容易受到虛榮、欺騙、虛假和蓄意欺詐所掩蓋。
现代科学表明，遗传、饮食和生活方式可以影响人类寿命，現代科學也可以讓我們估算人类遗骸的年龄。
除了神话之外，目前世界已证实的最长寿命记录是来自法国的让娜·卡尔芒（122+1⁄2歲），男性則是来自日本的木村次郎右卫门（116+1⁄6歲）。一些科学家则估计，在最理想的条件下，人们的寿命可达127岁。但不能排除在理论上幸运的突变组合下，人的寿命可能更長。尽管人类的寿命是自然界中比較長壽的一群，但有些动物的寿命更长。例如，加拉帕戈斯象龟的一些个体寿命超过175岁，弓头鲸的一些个体寿命超过200岁。一些科学家提出，人体可以有足够的资源活到150岁。

## 宗教中的非常長壽主张

### 基督教的聖經（旧约）
| 姓名     | 马索雷蒂奇 年龄 | 七十士译本 年龄 |
| -------- | --------------- | --------------- |
| 玛土撒拉 | 969             | 969             |
| 雅列     | 962             | 962             |
| 挪亞     | 950             | 950             |
| 亞當     | 930             | 930             |
| 塞特     | 912             | 912             |
| 该南     | 910             | 910             |
| 以挪士   | 905             | 905             |
| 玛勒列   | 895             | 895             |
| 拉麦     | 777             | 753             |
| 闪       | 600             | 600             |
| 希伯     | 464             | 404             |
| 蔡南     | —               | 460             |
| 亚法撒   | 438             | 465             |
| 萨拉赫   | 433             | 466             |
| 以諾     | 365             | 365             |
| 法勒     | 239             | 339             |
| 拉吴     | 239             | 339             |
| 西鹿     | 230             | 330             |
| 约伯     | 210？           | 210？           |
| 他拉     | 205             | 205             |
| 以撒     | 180             | 180             |
| 亞伯拉罕 | 175             | 175             |
| 拿霍尔   | 148             | 304             |
| 雅各     | 147             | 147             |
| 以扫     | 147？           | 147？           |
| 以实玛利 | 137             | 137             |
| 利未     | 137             | 137             |
| 阿姆兰   | 137             | 137             |
| 哥哈特   | 133             | 133             |
| 拉班     | 130+            | 130+            |
| 黛博拉   | 130+            | 130+            |
| 耶何耶大 | 130             | 130             |
| 撒拉     | 127             | 127             |
| 米利暗   | 125+            | 125+            |
| 亞倫     | 123             | 123             |
| 利百加   | 120+            | 120+            |
| 摩西     | 120             | 120             |
| 约瑟     | 110             | 110             |
| 約書亞   | 110             | 110             |

圣经中有几个部分，包括《托拉》 、 《约书亚记》、 《约伯记》和《历代志》 ，都提到了非常長壽的人，如达玛土撒拉的 969 岁。

### 佛教
- 毗婆尸，是二十八佛中的第二十二位，寿命为八萬岁[12]或十萬岁。 [13]不過，在毗婆尸时代，佛教認為，當時人類的壽命是八萬四千年。
- 第一个佛陀（Taṇhankara）寿命十萬岁。

## 古代的非常長壽说法

### 中国
- 李清雲據說活了256歲。
- 陳俊據說活了443歲。
- 伏羲據說活了197岁。 [14]
- 卢西安写到了“Seres”（中国人），声称他们已经已活300多年。
- 左慈，生活在三国时期的人，据说活了三百岁。
- 在中国传说中，彭祖在殷朝（公元前 16 世纪至 11 世纪）據說已經活了 800 多年[15] [16]

#### 三皇五帝
- 据说黄帝活到113岁。
- 据说尧帝活到118岁。 [17]
- 据说舜帝活到110岁。 [18]

### 日本
在《古事記》中，有的天皇被記載為相當長壽，如神武天皇（127歲）、孝昭天皇（113歲）。也有天皇在位接近一個世紀，如孝安天皇（137歲，在位101年）、垂仁天皇（140歲，在位99年）。

### 埃及
埃及历史学家曼涅托（Manetho）指出，根據早期資料，埃及國王希腊-埃及神赫淮斯托斯（ Ptah ）“统治了 9000 年”。 

## 中世纪时代

### 波兰
- 波兰国王皮亚斯特·科沃杰 (Piast Kołodziej)，於 861 年去世，據稱享年 120 岁（公元 740 年 - 公元 861 年）。 [20]

### 威尔士
- 威尔士吟游诗人Llywarch Hen（《英雄挽歌》），據說享年约为 150 岁。[21]